# Hyphessobrycon micropterus
Hyphessobrycon micropterus är en fiskart som först beskrevs av Eigenmann, 1915.  Hyphessobrycon micropterus ingår i släktet Hyphessobrycon och familjen Characidae. Inga underarter finns listade i Catalogue of Life.